# György Pál
György Pál, született Grosz Pál (Nagyvárad, 1893. április 7. – Philadelphia, 1976. március 1.) táplálkozáskutató, gyermekgyógyász orvos, egyetemi tanár, György Ernő (1888–1977) jogász, szakíró testvére.

## Élete
Grosz Menyhért (1862–1941) nagyváradi orvos és Popper Adél fia. Tanulmányait a Budapesti Tudományegyetemen végezte, ahol 1915-ben szerzett oklevelet. Első tudományos publikációi diákként itt jelentek meg. Az első világháború után tanulmányai folytatásához Németországba ment. A Heidelbergi Egyetemen Ernst Moro professzor, a németországi gyermekgyógyászat iskolateremtő egyénisége mellett dolgozott, ahol egy életre elkötelezte magát a gyermekkori táplálkozás-élettan és tudomány mellett. Együtt dolgozott a Nobel díjas kémikussal, Richard Kuhnnal, és részt vett a riboflavin (B2 vitamin) felfedezésében. Itt 1923-ban gyermekgyógyász szakorvosi vizsgát tett és magántanári képesítést szerzett, majd négy évvel később professzor lett. Tanítványai rajongtak érte rendkívül barátságos természete és precíz, kitartó kutató munkája miatt. Az ifjú kutató hiába ért azonban el kimagasló eredményeket, származása miatt menekülni kényszerült a hitleri Németországból. Jogfosztottan és csalódottan az angliai Cambridge-be ment, ahol korábban megkezdett, a B-vitaminnal kapcsolatos kutatásait eredményesen folytatta, és azonosította a B6-vitamint. 1931–1933-ban a Cambridge-i Egyetemen a pediátria nyilvános rendes tanára volt. A bizonytalan politikai helyzet miatt Angliából is tovább menekült, és nemzetközi elismertsége révén az Egyesült Államokban telepedett le, ahol 1933 és 1944 között a Western Reserve, 1944 és 1950 között a Pennsylvania Egyetem Gyermekgyógyászati Osztályának kutatóprofesszora, majd 1950 és 1957 között a Pennsylvania Egyetem Gyermekkórházának osztályvezető főorvosa volt. 1957-től 1963-ig az Egyetem kórházának főorvosaként dolgozott. 1963-tól a gyermekgyógyászat professzor emeritusa.

## Munkássága
A riboflavin azonosítása, a B6 vitamin felfedezése, illetve ezen túlmenően a modern táplálkozástudomány úttörőjeként már életében méltán kapott nemzetközi figyelmet és elismerést. Élete során törekedett arra, hogy a kutatások főképp az életminőség javítása érdekében gyakorlati célt szolgáljanak. Publikációs aktivitását 13 tankönyv és több mint 450 tudományos cikk jellemzi. Tudományos és humanitárius munkájának elismeréséül számos díjat kapott, illetve az amerikai orvosszövetség 1958-ban ösztöndíjat alapított György Pál élelmezéstudományi tanulmányi ösztöndíj elnevezéssel

## Főbb művei
- Investigations on the Vitamin B2 Complex. (Biochemical Journal, 1935)
- A csecsemő- és gyermekgyógyászat tankönyve. I–II. köt. (Bp., 1936–1937)
- A Hitherto Unrecognized Biochemical Difference between Human Milk and Cow’s Milk. (Pediatrics, 1953)
- The Vitamins. Chemistry, Physiology and Pathology. Monográfia. (New York, 1954)
- Bifidus Factor. II. Its Occurrence in Milk from Different Species and Other Natural Products. Többekkel. (Archives of Biochemisty and Biophysics, 1954)
- A Variant of Lactobacillus bifidus Requiring a Special Growth Factor. Norris, R. F.-fel, Rose, C. S.-szel. (Archives of Biochemisty and Biophysics, 1954)
- Protective Effects of Human Milk in Experimental Staphylococcus Infection. Dhanamitta, S.-szel, Steers, E.-vel. (Science, 1962)
- The Uniqueness of Human Milk. Biochemical Aspects. (American Journal of Clinic Nutrition, 1971)
- Undialyzable Growth Factors for Lactobacillus bifidus var. Pennsylvanicus. Többekkel. (European Journal of Biochemistry, 1974).

## Díjai, elismerései
- Modern Medicine Award (1956)
- Goldberger Award (1957)
- Osborne and Mendel Award (1958)
- John Howland Award (1968)